# Valentino Fois
Valentino Fois (Bergamo, 23 settembre 1973 – Villa d'Almè, 28 marzo 2008) è stato un ciclista su strada italiano, professionista dal 1996 al 2002 e nel 2008.

## Carriera
Scalatore, dopo una buona carriera fra i dilettanti che lo vide vincitore del campionato italiano in linea e del Giro della Valle d'Aosta, passò al professionismo nel 1996 con la Panaria-Vinavil di Pietro Algeri. Nel 1997 concluse terzo al campionato italiano in linea Elite, ma nel 1998 fu fermato per un anno per essere stato trovato positivo alla DHEA al Giro di Svizzera e al Giro di Polonia.
Nel 2002, alla Mercatone Uno come gregario di Marco Pantani, venne squalificato, questa volta per tre anni, per esser stato trovato positivo al nandrolone. In questo periodo cadde in depressione e iniziò ad assumere psicofarmaci e stupefacenti, tornando all'attenzione del grande pubblico il 9 settembre 2007, quando venne arrestato per essersi introdotto nella sede del giornale Il Giorno per rubare due vecchi computer portatili. Fu poi condannato a 100 giorni di reclusione, tramutati in una pena pecuniaria di 4 000 euro.
In seguito a questa vicenda riesce ad ottenere un nuovo contratto da professionista nell'Amore & Vita-McDonald's diretta da Ivano Fanini.. Ritorna alle gare il 14 febbraio 2008 al Giro della Provincia di Grosseto, ma il 28 marzo la sua rinascita viene bruscamente interrotta: viene trovato morto all'interno della sua abitazione, stroncato da una polmonite latente, come evidenziato però solo dagli esiti dell'autopsia.
Fra i migliori risultati della sua carriera si ricorda una vittoria di tappa al Giro di Polonia 1996.

## Palmarès
- 1996

5ª tappa Tour de Pologne
- 1998

2ª tappa Steiermark Rundfahrt
4ª tappa Steiermark Rundfahrt
- 1999

Giro del Mendrisiotto

## Piazzamenti

### Grandi Giri
- Tour de France

1996: 52º
1997: ritirato (12ª tappa)

### Classiche monumento
- Giro di Lombardia

1996: 25º
1998: 37º
1999: 41º